# Yorgos Arvanitis
Yorgos Arvanitis (Dilofo, 22 febbraio 1941) è un direttore della fotografia greco naturalizzato francese.
È stato collaboratore del regista greco internazionalmente più conosciuto, Theo Angelopoulos, per il quale ha curato la regia di ogni suo film per tre decenni, dall'esordio nel 1968, il cortometraggio Ekpombi, fino a L'eternità e un giorno del 1998, Palma d'oro per il miglior film al 51º Festival di Cannes.
Nel 1989 ha vinto l'Osella d'oro alla Mostra del cinema di Venezia per la fotografia del film belga Australia.

## Biografia
Esordisce come direttore della fotografia nella seconda metà degli anni sessanta, quando in Grecia il bianco e nero è ancora ampiamente utilizzato. Nel 1968 si occupa della fotografia dell'opera prima di Theo Angelopoulos, il cortometraggio Ekpombi, e due anni dopo del suo primo lungometraggio, Ricostruzione di un delitto (Anaparastasi), dando inizio ad un sodalizio professionale trentennale. Grazie ad un film di Angelopoulos, Paesaggio nella nebbia (Topio stin omichli), ottiene nel 1989 la sua prima e unica candidatura all'European Film Award per la miglior fotografia.
Alla fine degli anni ottanta lascia la Grecia e si stabilisce a Parigi, inaugurando una seconda fase della sua carriera, non solo in Francia ma a livello europeo, che lo porta a collaborare con autori quali il tedesco Volker Schlöndorff (Passioni violente, 1991), i belgi Jean-Pierre e Luc Dardenne (Je pense à vous, 1992), gli italiani Marco Bellocchio (Il sogno della farfalla, 1994) e Marco Ferreri (Nitrato d'argento, 1996), il rumeno Radu Mihăileanu (Train de vie - Un treno per vivere, 1998), l'israeliano Amos Gitai (Verso oriente, 2002). Con il film Romance del 1999 avvia una proficua collaborazione con la regista francese Catherine Breillat, proseguita con A mia sorella! (2001), Pornocrazia (2004) e Une vieille maîtresse (2007).

## Filmografia
- Peripeteies me tous Forminx, regia di Kostas Lyhnaras (1965)
- O xypolytos pringips, regia di Giannis Dalianidis (1966)
- Dama spathi, regia di George Skalenakis (1966)
- Kati kourasmena palikaria, regia di Dinos Dimopoulos (1967)
- Oi thalassies oi hantres, regia di Giannis Dalianidis (1967)
- Gabros ap' to Londino, regia di Giannis Dalianidis (1967)
- Pyretos stin asfalto, regia di Dinos Dimopoulos (1967)
- Poly arga gia dakrya, regia di Panos Glykofrydis (1968)
- Mia Italida ap' tin Kypseli, regia di Dinos Dimopoulos (1968)
- I arhontissa ki o alitis, regia di Dinos Dimopoulos (1968)
- O Mikes pantrevetai, regia di Giannis Dalianidis (1968)
- I Athina meta ta mesanyhta (1968)
- La trasmissione, regia di Theo Angelopoulos (1968) - cortometraggio
- To leventopaido, regia di Dinos Dimopoulos (1969)
- Otan i polis pethaini, regia di Giannis Dalianidis (1969)
- I neraida kai to palikari, regia di Dinos Dimopoulos (1969)
- I daskala me ta xantha mallia, regia di Dinos Dimopoulos (1969)
- I oraia tou kourea, regia di Dinos Dimopoulos (1969)
- O panikos, regia di Stavros Tsiolis (1969)
- I zougla ton poleon, regia di Stavros Tsiolis (1970)
- O Thanasis, i Ioulietta kai ta loukanika, regia di Dinos Katsouridis (1970)
- Mikri spoudi, regia di Fotis Lazaridis (1970) - cortometraggio
- Ypolohagos Natassa, regia di Nikos Foskolos (1970)
- Aftoi pou milisan me ton thanato, regia di Giannis Dalianidis (1970)
- Ricostruzione di un delitto (Anaparastasi), regia di Theo Angelopoulos (1970)
- Ti ekanes ston polemo Thanasi, regia di Dinos Katsouridis (1971)
- Katahrisis exousias, regia di Stavros Tsiolis (1971)
- Eshati prodosia, regia di Panos Glykofrydis (1971)
- I komissa tis Kerkyras, regia di Alekos Sakellarios (1972)
- Aihmalotoi tou misous, regia di Nikos Foskolos (1972)
- I rena einai 'off-side', regia di Alekos Sakellarios (1972)
- I taratsa, regia di Kostas Zirinis (1972)
- I Aliki diktator, regia di Takis Vougiouklakis (1972)
- Thanasi, pare t' oplo sou, regia di Dinos Katsouridis (1972)
- I giorni del '36 (Meres tou '36), regia di Theo Angelopoulos (1972)
- O megalos erotikos, regia di Pantelis Voulgaris (1973)
- Thema syneidiseos, regia di Petros Lykas (1973)
- O valtos, regia di Dinos Dimopoulos (1973)
- Ioannis o viaios, regia di Tonia Marketaki (1973)
- Topos kraniou, regia di Kostas Aristopoulos (1973)
- Loukianos Kilaidonis: Apla mathimata politikis oikonomias, regia di Adonis Lykouresis (1975)
- La recita (O thiasos), regia di Theo Angelopoulos (1975)
- Il figlio di Amr è morto (Le fils d'Amr est mort), regia di Jean-Jacques Andrien (1975)
- O Thanasis sti hora tis sfaliaras, regia di Panos Glykofrydis e Dinos Katsouridis (1976)
- Diadikasia, regia di Dimos Theos (1976)
- Ta tempi, regia di Giannis Prokovas (1977) - cortometraggio
- I cacciatori (Oi kynigoi), regia di Theo Angelopoulos (1977)
- Ifigenia (Iphigenia), regia di Michael Cacoyannis (1977)
- Assault on Agathon, regia di László Benedek (1977)
- I Athina pou fevgei, regia di Anna Botopoulou (1978) - cortometraggio
- Kravgi gynaikon, regia di Jules Dassin (1978)
- O Kotsos kai oi exogiinoi, regia di Dimis Dadiras (1980)
- Eleftherios Venizelos: 1910-1927, regia di Pantelis Voulgaris (1980)
- Alessandro il Grande (Megalexandros), regia di Theo Angelopoulos (1980)
- Spinalonga, regia di Dimitris Mavrikios (1981) (TV) - cortometraggio
- Gynaikes stin exoria, regia di Vangelis Dimitriou (1981) - cortometraggio
- Karolos Koun, regia di Pantelis Voulgaris (1981)
- Kali sou nyhta, kyr-Alexandre, regia di Yannis Smaragdis (1981) (TV)
- To megalo kanoni, regia di Panos Glykofrydis (1981)
- To eftyhismeno prosopo tis Leonoras, regia di Dinos Mavroeidis (1982)
- Athina, epistrofi stin Akropoli, regia di Theo Angelopoulos (1983) (TV)
- To tragoudi tis epistrofis, regia di Yannis Smaragdis (1983)
- Konstadinos o egleistos mila, regia di Antonis Petrakis (1984) - cortometraggio
- Thalassografia, regia di Kleoni Flessa (1984) - cortometraggio
- Viaggio a Citera (Taxidi sta Kythira), regia di Theo Angelopoulos (1984)
- Ellinika romaika psifidota dapeda, regia di Christos Paliyannopoulos (1985)
- Ta genethlia tis Tilemahis, regia di Patrice Vivancos (1985) - cortometraggio
- To oneiro, regia di Giorgos Lazopoulos (1985) - cortometraggio
- Petrina hronia, regia di Pantelis Voulgaris (1985)
- Mia toso makryni apousia, regia di Stavros Tsiolis (1985)
- Eva, regia di Hara Gastin e Markos Gastin (1986) - cortometraggio
- Metakomizo, regia di Anna Balabani (1986)
- Il volo (O melissokomos), regia di Theo Angelopoulos (1986)
- Doxobus, regia di Photos Lambrinos (1987)
- I arhaia Rodos, regia di Photos Lambrinos (1988) - cortometraggio
- Paesaggio nella nebbia (Topio stin omichli), regia di Theo Angelopoulos (1988)
- Sti skia tou fovou, regia di Giorgos Karypidis (1988)
- To kalokairi tis Mideias, regia di Babis Plaitakis (1989)
- Xenia, regia di Patrice Vivancos (1989)
- Komitas, regia di Don Askarian (1989) (TV)
- Australia, regia di Jean-Jacques Andrien (1989)
- Passioni violente (Homo Faber), regia di Volker Schlöndorff (1991)
- Schermi di sabbia (Écrans de sable), regia di Randa Chahal Sabag (1991) (con il nome Yorgos Arvanitis)
- Il passo sospeso della cicogna (Les pas suspendu de la cigogne), regia di Theo Angelopoulos (1991)
- L'autre, regia di Bernard Giraudeau (1991)
- Je pense à vous, regia di Jean-Pierre e Luc Dardenne (1992)
- Holozän, regia di Heinz Bütler e Manfred Eicher (1992)
- Poisson-lune, regia di Bertrand Van Effenterre (1993)
- Le bateau de mariage, regia di Jean-Pierre Améris (1994)
- Il sogno della farfalla, regia di Marco Bellocchio (1994)
- Someone Else's America, regia di Goran Paskaljevic (1995)
- Lo sguardo di Ulisse (To vlemma tou Odyssea), regia di Theo Angelopoulos (1995)
- Poeti dall'inferno (Total Eclipse), regia di Agnieszka Holland (1995)
- Nitrato d'argento, regia di Marco Ferreri (1996)
- Faraw!, regia di Abdoulaye Ascofare (1997)
- Viaggio a titolo privato, regia di Eric Heumann (1997)
- Bent, regia di Sean Mathias (1997)
- L'eternità e un giorno (Mia eoniotita kai mia mera), regia di Theo Angelopoulos (1998)
- Train de vie - Un treno per vivere (Train de vie), regia di Radu Mihăileanu (1998)
- Romance, regia di Catherine Breillat (1999)
- Innocent, regia di Costa Natsis (1999)
- Signs & Wonders, regia di Jonathan Nossiter (2000)
- A mia sorella! (À ma soeur!), regia di Catherine Breillat (2001)
- Après la tempête, regia di Joële Van Effenterre (2001)
- L'île bleue, regia di Nadine Trintignant (2001) (TV)
- Liberté-Oléron, regia di Bruno Podalydès (2001)
- Gli amanti del Nilo (Les amants du Nil), regia di Eric Heumann (2002)
- Verso oriente (Kedma), regia di Amos Gitai (2002)
- La dernière lettre, regia di Frederick Wiseman (2002)
- La boîte magique, regia di Ridha Behi (2002)
- Kourastika na skotono tous agapitikous sou, regia di Nikos Panayotopoulos (2002)
- Pornocrazia (Anatomie de l'enfer), regia di Catherine Breillat (2004)
- Process, regia di C.S. Leigh (2004)
- L'enfant endormi, regia di Yasmine Kassari (2004)
- Nyfes, regia di Pantelis Voulgaris (2004)
- La grande estasi di Robert Carmichael (The Great Ecstasy of Robert Carmichael), regia di Thomas Clay (2005)
- La ravisseuse, regia di Antoine Santana (2005)
- See You at Regis Debray, regia di C.S. Leigh (2005)
- A Crime, regia di Manuel Pradal (2006)
- Mon fils à moi, regia di Martial Fougeron (2006)
- Une vieille maîtresse, regia di Catherine Breillat (2007)
- Emma Blue, regia di Robert MacLean (2008)
- Dorothy Mills, regia di Agnès Merlet (2008)
- Sur ta joue ennemie, regia di Jean-Xavier de Lestrade (2008)
- American Widow, regia di C.S. Leigh (2009)
- An Organization of Dreams, regia di Ken McMullen (2009)
- La blonde aux seins nus, regia di Manuel Pradal (2010)
- Gigola, regia di Laure Charpentier (2010)
- Adults in the Room, regia di Costa-Gavras (2019)